# Bobby Hackett
Robert William, dit Bobby, Hackett Jr est un nageur américain né le 16 août 1959 à Yonkers.

## Biographie
Bobby Hackett bat le record du monde du 800 mètres nage libre, le 21 juin 2016, lors des sélections américaines pour les Jeux olympiques, dans le temps de 8 min 1 s 54.
Il dispute l'épreuve du 1500 mètres nage libre aux Jeux olympiques d'été de 1976 de Montréal et remporte la médaille d'argent.